# Skripkin (Kursk)
Skripkin (russisch Скрипкин) ist eine Siedlung (ländlichen Typs) in der Oblast Kursk in Russland. Sie gehört zum Rajon Prjamizyno und zur Landgemeinde (selskoje posselenije) Plotawski selsowjet.

## Geographie
Der Ort liegt gut 27 km Luftlinie südwestlich des Oblastverwaltungszentrums Kursk im südwestlichen Teil der Mittelrussischen Platte, 14 km südwestlich des Rajonverwaltungszentrums Prjamizyno, 1 km vom Sitz des Dorfsowjet – Plotawa, 61 km von der Grenze zwischen Russland und der Ukraine, im Becken der Worobscha (linker Nebenfluss des Seim).

### Klima
Das Klima im Ort ist wie im Rest des Rajons kalt und gemäßigt. Es gibt während des Jahres eine erhebliche Niederschlagsmenge. Dfb lautet die Klassifikation des Klimas nach Köppen und Geiger.

## Bevölkerungsentwicklung
| Jahr | Einwohner |
| ---- | --------- |
| 2002 | 133       |
| 2010 | ▼92       |

Anmerkung: Volkszählungsdaten

## Verkehr
Skripkin liegt 12 km von der Fernstraße föderaler Bedeutung M2 „Krim“ (ein Teil der Europastraße E105), 2,5 km von der Straße regionaler Bedeutung 38K-004 (Djakonowo – Sudscha – Grenze zur Ukraine), 3,5 km von der Straße 38K-010 (M2 „Krim“ – Iwanino, Teil der Europastraße E38), 1 km von der Straße interkommunaler Bedeutung 38N-094 (38K-004 – Plotawa) und 11 km von der nächsten Eisenbahnhaltestelle 439 km (Eisenbahnstrecke Lgow-Kijewskij – Kursk) entfernt.
Der Ort liegt 109 km vom internationalen Flughafen von Belgorod entfernt.